# Roy Charman
Roy Charman (* 31. Mai 1930 in London Borough of Wandsworth; † 4. Oktober 1990 in Hillingdon, Middlesex) war ein britischer Tontechniker.

## Leben
Charman begann seine Karriere Mitte der 1950er Jahre als Tonassistent, bis Mitte der 1960er Jahre regelmäßig ohne Namensnennung im Abspann. 1966 arbeitete er an John Frankenheimers Rennsportfilm Grand Prix erstmals als Tontechniker, und war in der Folge an zahlreichen Blockbustern beteiligt. So arbeitete er vier Mal mit Blake Edwards (unter anderem Inspector Clouseau – Der irre Flic mit dem heißen Blick) und an den ersten drei Superman-Verfilmungen mit Christopher Reeve in der Titelrolle. 1976 war er erstmals für den Oscar in der Kategorie Bester Ton für Der Wind und der Löwe nominiert. Eine zweite Nominierung erfolgte 1979 für Superman. Bei der dritten Nominierung 1982 für Steven Spielbergs Abenteuerfilm Jäger des verlorenen Schatzes wurde er, gemeinsam mit Bill Varney, Steve Maslow und Gregg Landaker, mit dem Oscar ausgezeichnet. Eine vierte und letzte Oscarnominierung erfolgte 1987 für Aliens – Die Rückkehr. Charman war zudem drei Mal für den BAFTA-Film-Award-Nominierung in der Kategorie Bester Ton nominiert, konnte den Preis jedoch nie gewinnen.
Charman starb 1990 im Alter von 60 Jahren, postum wurde Todo por la pasta, der letzte Film mit seiner Beteiligung, veröffentlicht.

## Filmografie (Auswahl)
- 1956: Allen Gewalten zum Trotz (Reach for the Sky)
- 1956: Der spanische Gärtner (The Spanish Gardener)
- 1957: Der Prinz und die Tänzerin (The Prince and the Showgirl)
- 1959: 41 Grad Liebe (Carry On Nurse)
- 1966: Grand Prix
- 1969: Die Rache der glorreichen Sieben (Guns of the Magnificent Seven)
- 1973: Unter tödlicher Sonne (Charley One-Eye)
- 1975: Der Wind und der Löwe (The Wind and the Lion)
- 1976: Robin und Marian  (Robin and Marian)
- 1978: Inspector Clouseau – Der irre Flic mit dem heißen Blick (Revenge of the Pink Panther)
- 1978: Superman
- 1980: Superman II – Allein gegen alle (Superman II)
- 1981: Jäger des verlorenen Schatzes (Raiders of the Lost Ark)
- 1982: Der rosarote Panther wird gejagt (Trail of the Pink Panther)
- 1982: Victor/Victoria
- 1983: Der Fluch des rosaroten Panthers (Curse of the Pink Panther)
- 1983: Superman III – Der stählerne Blitz (Superman III)
- 1985: Legende (Legend)
- 1986: Aliens – Die Rückkehr  (Aliens)
- 1989: Weiße Zeit der Dürre (A Dry White Season)

## Auszeichnungen

### Oscar
- 1976: Oscarnominierung in der Kategorie Bester Ton für Der Wind und der Löwe
- 1979: Oscarnominierung in der Kategorie Bester Ton für Superman
- 1982: Oscar in der Kategorie Bester Ton für Jäger des verlorenen Schatzes
- 1987: Oscarnominierung in der Kategorie Bester Ton für Aliens – Die Rückkehr

### British Academy Film Award
- 1979: BAFTA-Film-Award-Nominierung in der Kategorie Bester Ton für Superman
- 1982: BAFTA-Film-Award-Nominierung in der Kategorie Bester Ton für Jäger des verlorenen Schatzes
- 1987: BAFTA-Film-Award-Nominierung in der Kategorie Bester Ton für Aliens – Die Rückkehr